# Postroff
Postroff – miejscowość i gmina we Francji, w regionie Grand Est, w departamencie Mozela.
Według danych na rok 1990 gminę zamieszkiwały 194 osoby, a gęstość zaludnienia wynosiła 39 osób/km² (wśród 2335 gmin Lotaryngii Postroff plasuje się na 851. miejscu pod względem liczby ludności, natomiast pod względem powierzchni na miejscu 1012.).